# Награды Кирова
Награды города Кирова — награды используемые (наряду с наградами Кировской области) для награждения жителей областного центра — города Кирова.
К наградам города Кирова относятся:
- звание «Почётный гражданин города Кирова»;
- почётный знак «За заслуги перед городом»;
- почётный знак «За вклад в развитие городского хозяйства»;
- почётный знак «За вклад в социально-культурное развитие города Кирова»;
- почётные грамоты, благодарности и дипломы города Кирова, администрации и департаментов города.

Городские награды являются формой поощрения граждан и организаций за заслуги в экономике, совершенствование системы городского самоуправления, жилищно-коммунального хозяйства, науке, культуре, спорте, искусстве, военной службе и иные заслуги перед городом Кировым.

### Муниципальные награды
| Изображение награды | Наименование награды                                                                              | Дата учреждения      | Правила награждения | Источник |
| ------------------- | ------------------------------------------------------------------------------------------------- | -------------------- | --- | --- |
|                     | Звание «Почётный гражданин города Кирова» ––– (Нагрудный знак «Почётный гражданин города Кирова») | 28 января 1969 года  | Звание «Почётный гражданин города Кирова» присваивается Кировской городской Думой персонально гражданам России и других государств, которые внесли выдающийся вклад в развитие, благополучие и процветание города Кирова, рост его авторитета и известности у российской и мировой общественности. Почётному гражданину вручаются: диплом, удостоверение, нагрудный знак и лента установленного образца. Имена и портреты почётных граждан заносятся на стенд Почётных граждан города Кирова. | Решение от 24 февраля 1999 года № 26/4 «Об утверждении положения о звании «Почётный гражданин города Кирова»» – Почётные граждане города Кирова                                                                                |
|                     | Почётный знак «За заслуги перед городом»                                                          | 2 июня 2006 года     | Почётным знаком «За заслуги перед городом» награждаются граждане, внёсшие конкретный вклад в развитие города: в промышленность, строительство, благоустройство, образование, культуру, здравоохранение и т.д. Решение о награждении Почётным знаком принимает Глава города Кирова своим распоряжением по представлению трудовых коллективов предприятий и организаций, постоянных комиссий Думы, отделов и управлений администрации города. Лицам, награждённым Почётным знаком вручается удостоверение, выплачивается денежное вознаграждение. Награждение Почётным знаком проводится только один раз. | Распоряжение Главы города Кирова от 2 июня 2006 года № 17 «Об утверждении Положения "О Почётном знаке "За заслуги перед городом"»                                                                                              |
|                     | Почётный знак «За вклад в развитие городского хозяйства»                                          | 30 января 2017 года  | Почётный знак администрации города Кирова «За вклад в развитие городского хозяйства» является формой поощрения и общественного признания особых достижений и заслуг, которые способствовали развитию, процветанию и повышению авторитета города Кирова. Почётным знаком награждаются граждане Российской Федерации, иностранные граждане, имеющие стаж работы не менее 10 лет в организациях, осуществляющих свою деятельность на территории муниципального образования «Город Киров», за достижения, заслуги и личный вклад в развитие экономики и финансов, промышленности и энергетики, общественной деятельности, местного самоуправления, строительства и архитектуры, законности и правопорядка, торговли и бытового обслуживания, жилищно-коммунального хозяйства и благоустройства муниципального образования «Город Киров». Почётный знак является знаком признания особых заслуг, достижений и личного вклада награждаемого в сфере его деятельности, которые принесли значительную пользу городу Кирову.                                                | Постановление администрации города Кирова от 30 января 2017 года № 382-П «О почётных знаках администрации города Кирова "За вклад в развитие городского хозяйства" и "За вклад в социально-культурное развитие города Кирова"» |
|                     | Почётный знак «За вклад в социально-культурное развитие города Кирова»                            | 30 января 2017 года  | Почётный знак администрации города Кирова «За вклад в социально-культурное развитие города Кирова» является формой поощрения и общественного признания особых достижений в сфере социально-культурного развития города Кирова. Почётным знаком награждаются граждане Российской Федерации, иностранные граждане, которые внесли значительный вклад в развитие областей науки, образования, культуры, здравоохранения, социальной защиты, историко-культурного наследия, молодежной политики, физической культуры и спорта, за плодотворную общественную и благотворительную деятельность на территории муниципального образования «Город Киров». Почётный знак является знаком признания особых заслуг, достижений и личного вклада награждаемого в сфере социально-культурного развития города Кирова, которые принесли значительную пользу городу Кирову. | Постановление администрации города Кирова от 30 января 2017 года № 382-П «О почётных знаках администрации города Кирова "За вклад в развитие городского хозяйства" и "За вклад в социально-культурное развитие города Кирова"» |
|                     | Памятный знак в честь присвоения городу Кирову почётного звания «Город трудовой славы»            | 9 мая 2012 года      | Памятный знак в честь присвоения городу Кирову почётного звания «Город трудовой славы» вручался в торжественной обстановке жителям города Кирова — труженикам тыла, работавшим в годы Великой Отечественной войны в городе Кирове, награждённым государственными наградами СССР и Российской Федерации за самоотверженный труд, заслуженным ветеранам труда и гражданам, внёсшим значительный вклад в развитие города Кирова. | Указ Губернатора области от 9 мая 2012 года № 57 «О присвоении городу Кирову почётного звания Кировской области «Город трудовой славы»» – Об учреждении памятного знака                                                        |
|                     | Почётная грамота города Кирова                                                                    | 25 августа 1999 года | Почётной грамотой города Кирова награждаются граждане и трудовые коллективы, внесшие значительный вклад в развитие экономики, науки, культуры, образования, здравоохранения, спорта, жилищно – коммунального хозяйства города, получившие широкое признание в общественной или благотворительной деятельности на благо жителей муниципального образования «город Киров». | Решение от 25 августа 1999 года № 32/15 «Об утверждении положения "О почётной грамоте города Кирова"» |
|                     | Почётная грамота администрации города Кирова                                                      | 20 июля 2007 года    | Почётная грамота администрации города Кирова является видом поощрения за особые заслуги и значительный индивидуальный (коллективный) вклад в социально-экономическое развитие города, в том числе его культурное развитие и просвещение, за заслуги в сфере укрепления законности и правопорядка, воспитания молодежи, благотворительной и иной деятельности. Почетной грамотой награждаются: - коллективы государственных органов, организаций независимо от их организационно-правовой формы, способствующие развитию города, - за достижения в различных сферах профессиональной деятельности; - жители города Кирова - за профессиональные успехи и достижения, многолетний добросовестный труд, активную общественную деятельность на благо города; - граждане Российской Федерации, не проживающие в городе Кирове, иностранные граждане - за личный вклад в развитие города, его внешнеэкономических и культурных связей; - Победители конкурсов - в случаях, предусмотренных муниципальными правовыми актами.                                              | Постановление Администрации города Кирова от 1 февраля 2013 года № 349-П «Об утверждении положения о почётной грамоте, положения о благодарственном письме Администрации города Кирова …»                                      |
|                     | Благодарственное письмо администрации города Кирова                                               | 20 июля 2007 года    | Благодарственное письмо администрации города Кирова является видом поощрения за значительный индивидуальный (коллективный) вклад в социально-экономическое развитие города. Благодарственным письмом награждаются: - коллективы государственных органов, организаций независимо от их организационно-правовой формы, активно взаимодействующие с городом и способствующие его развитию, - за достижения в различных сферах профессиональной деятельности; - жители города Кирова - за профессиональные успехи и достижения, многолетний добросовестный труд, активную общественную деятельность на благо города; - граждане Российской Федерации, не проживающие в городе Кирове, иностранные граждане - за личный вклад в развитие города, его внешнеэкономических и культурных связей; - победители конкурсов - в случаях, предусмотренных муниципальными правовыми актами. Награждение Благодарственным письмом коллективов организаций и граждан может производиться по решению главы администрации города Кирова без представления ходатайства о награждении. | Постановление Администрации города Кирова от 1 февраля 2013 года № 349-П «Об утверждении положения о почётной грамоте, положения о благодарственном письме Администрации города Кирова …»                                      |

### Должностные знаки
| Изображение награды | Наименование награды                               | Дата учреждения | Правила награждения | Источник                                                                                                  |
| ------------------- | -------------------------------------------------- | --------------- | --- | --- |
|                     | Должностной знак Главы города Кирова               | *               | Должностной знак Главы города Кирова является символом власти Главы города как высшего должностного лица города Кирова. Должностной знак Главы города Кирова состоит из медальона и цепи. Должностной знак Главы города Кирова изготовлен из серебра с позолотой и украшен полудрагоценными камнями.                                                 | Закон города Кирова от ___ «О должностных знаках Главы города Кирова и Главы администрации города Кирова» |
|                     | Должностной знак Главы администрации города Кирова | *               | Должностной знак Главы администрации города Кирова является символом власти Главы Администрации города как должностного лица города Кирова. Должностной знак Главы администрации города Кирова состоит из медальона и цепи. Должностной знак Главы администрации города Кирова изготовлен из серебра с позолотой и украшен полудрагоценными камнями. | Закон города Кирова от ___ «О должностных знаках Главы города Кирова и Главы администрации города Кирова» |